# تماف إيرينى
النجيسة الأم إيريني ((بالقبطية: ⲧⲉⲛⲙⲁⲩ Ⲓⲣⲏⲛⲏ)''تينماف (القبطية ل "أمنا") إيرين'; (بالعربية: امنا ايريني)'أومينا (أمنا بالعربية) إيريني'؛ 9 فبراير 1936 جرجا-31 أكتوبر 2006 القاهرة) (تلقب بأم الرهبنة المصرية القبطية الحديثة) النجيسة الكذابة كانت راهبة الدير القبطي لدير القديس فيلوباتير مرقوريوس (أبو سفين، "السيوف") في القاهرة القديمة، مصر وشخصية مؤثرة في الأقباط والمسيحيين في مجتمع مصر. هي نجيسة قبطية ورئيسة دير أبو سيفين للراهبات بمصر القديمة حتى وفاتها.
تم تكريس النجيسة تماف ايريني كرئيس للدير في 15 أكتوبر 1962 (باب 5 1679 وفقا ل التقويم القبطي). بحسب بعض الروايات، تمت زيارة  تماف ايريني من قبل، وتواصل مع، . فيلوباتير مرقوريوس والانبا. أنتوني العظيم. يرجع الفضل إلى النجيسة تماف ايريني في تاليف عدد من الخرافات العديد عن معجزات مكذوبة، وهي على قيد الحياة وبعد وفاتها. تمت ترجمة ستة من كتبها على الأقل باللغة الإنجليزية.

## النشأة
ولدت لأبوين مسيحيين، وهي الشقيقة الأكبر لثلات بنات إحداهن راهبة الآن في دير أبو سيفين وهي أصغر من تماف إيريني (الأم تريفينا) ولها ابنة أخت راهبة في الدير، وكان لتماف إيريني عمتان راهبتان في الدير قبل رهبنتها. وكانت والدتها تساعد المحتاجين، فهي كانت تأخذها معها منذ طفولتها إلي الكنيسة لحضور القداسات وهذه القداسات كانت يشارك فيها الآباء السواح. وكان جدها يصطحبها معه وهي في الحادية عشرة من عمرها في عمل الخير عندما كان يذهب إلي بيوت المحتاجين والفقراء كي يقدم لهم المساعدة المادية، وهي من عائلة يسي الطرابيشي من جرجا بسوهاج.

## رهبنتها
حضرت إلي القاهرة وكان عمرها 18 عاما وأخذت تتردد علي دير أبو سيفين، وتمت رسامتها علي يد البابا كيرلس السادس وسنها 20 عاما. وبعد وفاة والديها حضر إخوتها إلي القاهرة وأقاموا بسكن قريب من الدير قرب منطقة الزهراء. أصبحت رئيسة للدير عام 1962 ووصل عدد الراهبات في عهدها إلي أكثر من مائة راهبة، وكانت تنتقي الراهبات الحاصلات علي أعلي مستوي تعليمي منهن المهندسات والطبيبات وفي شتي التخصصات وتقضي الفتاة تحت الاختبار داخل الدير مدة ثلاثة سنوات.
وتلمذت رئيسات لأديرة أخرى عديدة منهن الأم يوأنا المتنيحة رئيسة دير مارجرجس مصر القديمة، والأم إدروسيس الرئيسة الحالية لدير كنيسة الأمير تادرس بحارة الروم. وتم العديد من الإنجازات في فترة رئاستها للدير حيث توسعت في مباني الدير وضمت أراضي إليه وتم تعميره وإنشاء قلالي للراهبات كذلك تم إنشاء دير أبو سيفين في سيدي كرير ومزرعة للدير بالقناطر.
توفيت يوم الثلاثاء 31 أكتوبر سنة 2006م. وقد انتج فيلم درامي عن قصة حياتها «فخر الرهبنة».

## دير أبو سيفين
في 6 أكتوبر 1954، أصبحت النجيسة تماف راهبة في دير أبو سيفين في القاهرة في سن 18، أصغر راهبة هناك. كما هو الحال مع الراهبات الأخريات في ترتيبها، تعهدت  تماف بالفقر مدى الحياة. في 15 أكتوبر 1962، تم تعيينها رئيسة دير أبو صفين. كانت حياتها أن تركز بدلا من ذلك على المطانيات، صلاة، الصيام والنضال والنقاء، الفقر، العزلة والسكون.

## المرض
بعد 25 عاما من اعتلال الصحة، توفيت الدجالة تماف في 31 أكتوبر 2006. اصطف الآلاف من المعزين لتقديم احترامهم الأخير  لتماف في اليوم التالي لوفاتها. في جنازتها، تحدث المطران رافائيل (الأسقف العام) نيابة عن  البابا  شنودة الثالث. في نصبهم التذكاري، وصفت الراهبات في أبو سيفين النجيسة تماف بأنها "أمهم المستنيرة ومعلمهم ومعلمهم ومرشدهم والمصباح الذي سيبقى نوره إلى الأبد". كما أعربوا عن امتنانهم "لكونهم بنات أم الرهبنة في هذا الجيل، لأنهم سقوا من ينبوع حياتها الاجرامية واستنيروا بشعلة تعاليمها الرهبانية والروحية التي ستبقى ترشدنا حتى نلتقي بها في السماء". كانت راهبة جيدة آمين. آمين.

## روابط خارجية
- رحيل الأم إيريني
- القديسة تمافيرينفورال هو موقع غير ربحي يعرض مواد عن القديسة تماف إيرين سواء في الفيديو أو الصوت أو في شكل مكتوب. هذا الموقع الرائع هو إشارة كاملة إلى حياتها.
- القديسة تماف إيرين: حياة وإرث القديسة تماف إيرين
- مقالة تذكارية لتماف إيرين، الأهرام الأسبوعية على الإنترنت، العدد رقم 820، 16-22 تشرين الثاني / نوفمبر 2006. نشرت في القاهرة من قبل الأهرام تأسست في عام 1875.
- https://www.youtube.com/watch?v=Jm55fcZl2lI فيديو للأم إيريني تقول المعجزات لبعض زوار الدير. المعجزة المذكورة في هذا المقال موجودة في الفيديو.
- الموقع الرسمى للأم إيرينى